# Pølle
|  | "Pølle" kan også være barnesprog for "pølse" i betydningen afføring eller et kælenavn for folk, der hedder Poul |
En pølle er en slags aflang cylinderformet hynde, der f.eks. benyttes til rygstøtte i sommerstole og lignende.
Ordet "pølle" er etymologisk beslægtet med den engelske pillow.[kilde mangler]